# ストラス

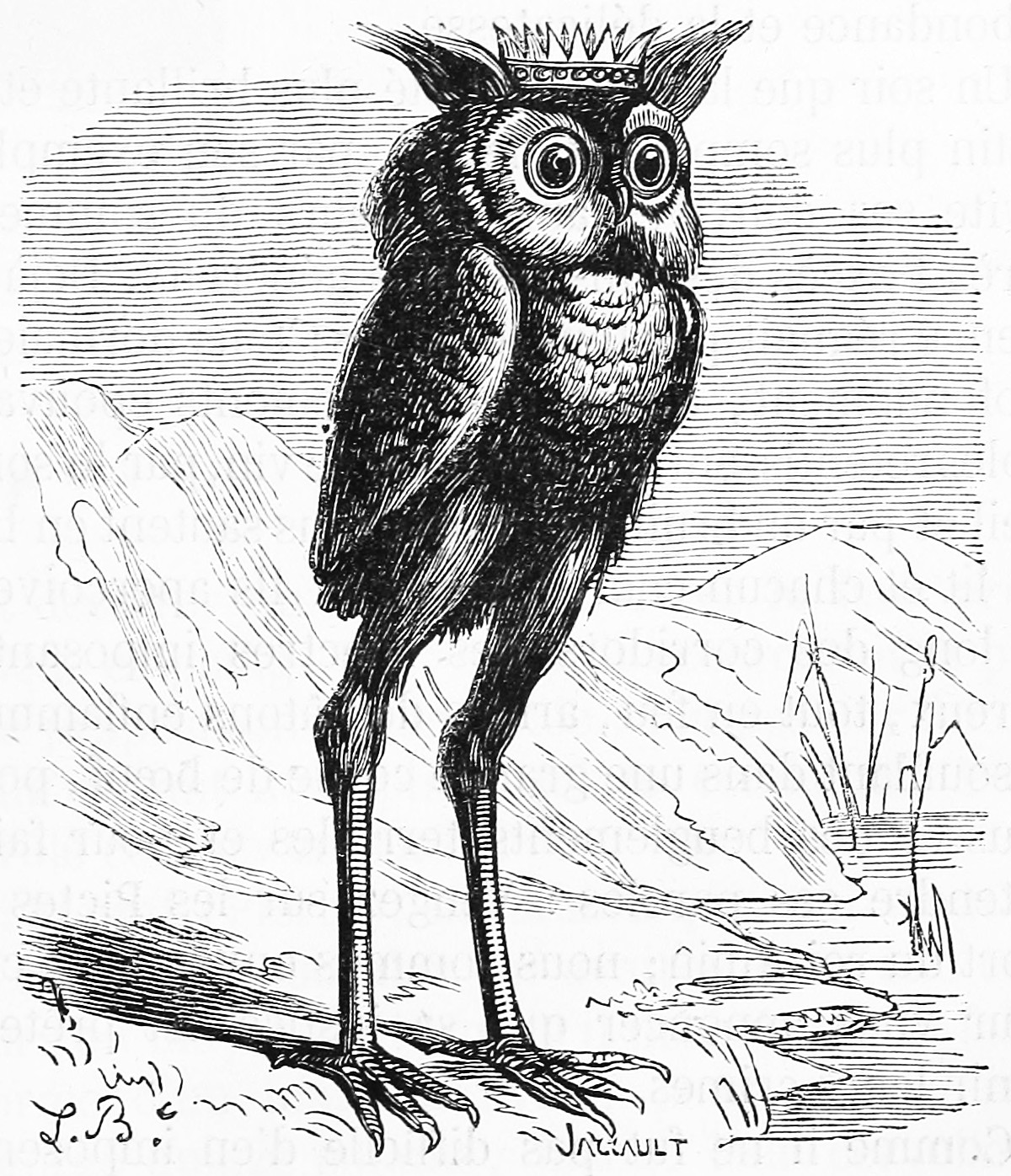
コラン・ド・プランシー著『地獄の辞典』の挿絵におけるストラスの姿

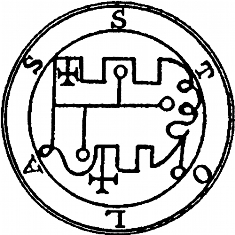
『ゴエティア』に記されたストラスのシジル

ストラス (Stolas) は、悪魔学における悪魔の一人。

## 概要
ストロス (Stolos) あるいは ソラス (Solas) とも呼ばれる。ヨーハン・ヴァイヤーの『悪魔の偽王国』（1577年）によると、26の軍団を指揮する地獄の大君主である。72人の悪魔たちの性質を記したグリモワール『ゴエティア』でも36番目に紹介されており、同様の記述が見られる。
ゴイサギの姿で現れるが、召喚者の前では人間の姿も採るという。コラン・ド・プランシーの『地獄の辞典』ではフクロウの姿で現れるとされ、頭に王冠を戴いたフクロウのような挿絵が描かれている。
ストラスは天文学や植物の性質、宝石の価値を教授するとされる。